# Pałac Rakoczych w Preszowie

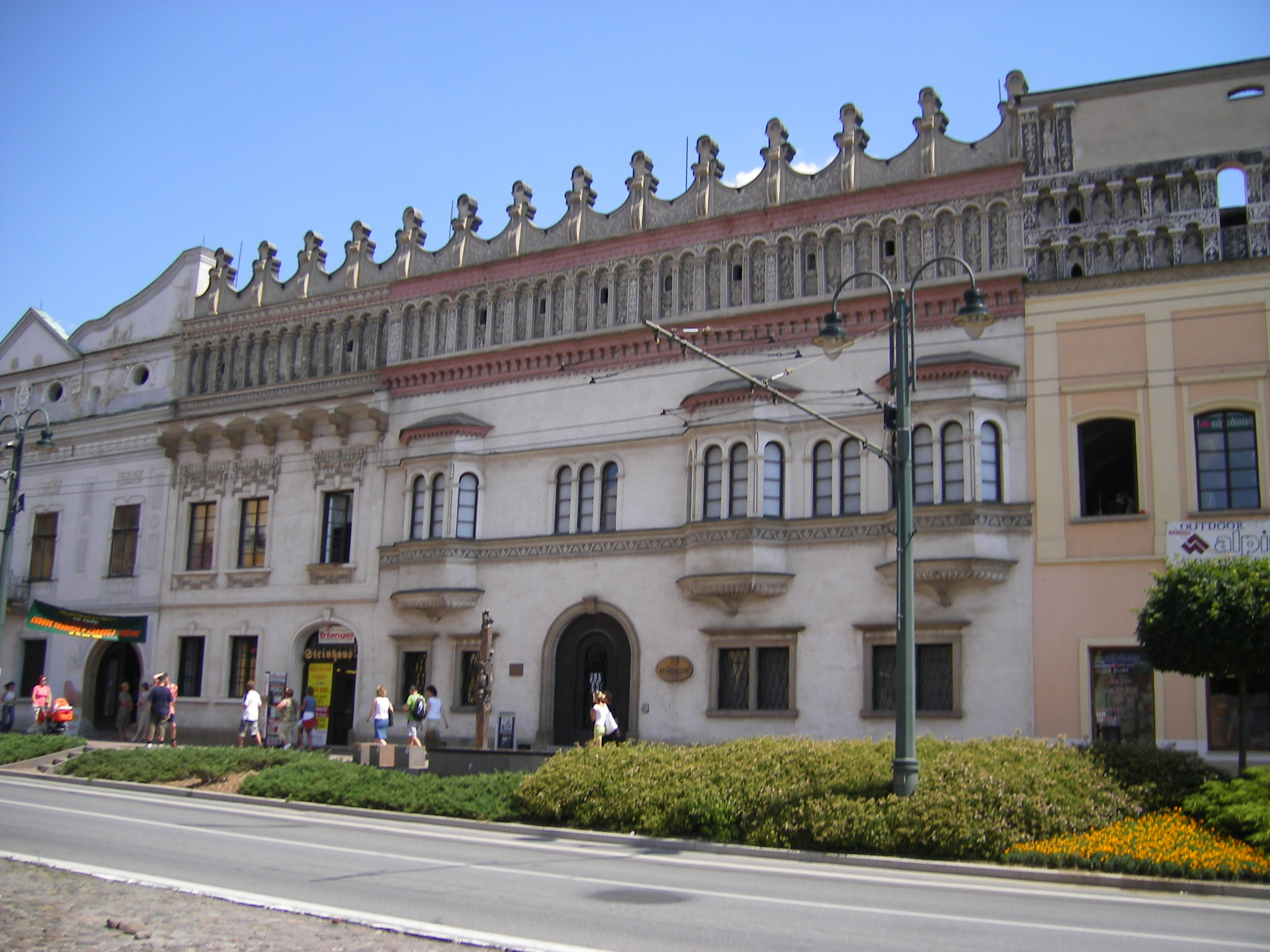
Pałac Rakoczych w Preszowie

Pałac Rakoczych w Preszowie (słow. Rákocziho palác) – renesansowo-barokowy pałac miejski w Preszowie na Słowacji, dawna rezydencja rodu Rakoczych. Obecnie siedziba muzeum.
Reprezentacyjny pałac rozpoczął budować książę siedmiogrodzki Zygmunt Rakoczy z końcem XVI w. Piętrowy budynek wzniesiono w centralnej części rynku, w jego wschodniej pierzei, na zakupionych sąsiadujących parcelach dwóch domów mieszczańskich. Jeden z tych domów należał do pierwszego preszowskiego księgarza, Kaspra (Gašpara) Güttlera.
Renesansowy budynek, z bocznym skrzydłem wzniesionym od strony ogrodu prostopadle do głównego bloku, przebudowano na początku XVII w. Podczas tej przebudowy powstała charakterystyczna fasada z trzema płytkimi wykuszami, zakończona u góry wydatną attyką. Attyka, zasłaniająca trójprzęsłowy dach pogrążony, składa się z szerokiego pasa ślepych arkad, zwieńczonego ciągiem szczytów i łęków, a całość pokryta jest dekoracją sgraffitową. Obie kondygnacje na fasadzie wieńczą wydatne gzymsy. Przelotowa sień w przedniej części jest poszerzona do dwóch traktów, a jej łukowe sklepienia podtrzymują dwie okrągłe kamienne kolumny. Po ukończeniu budowy pałac ten był uważany za najpiękniejszą budowlę ówczesnych tzw. Górnych Węgier.
Pałac był miejską rezydencją możnego rodu Rakoczych. W 1633 r. toczyły się w nim rokowania przedstawicieli księcia siedmiogrodzkiego Jerzego I Rakoczego z pełnomocnikami cesarza Ferdynanda II, zakończone podpisaniem tzw. pokoju preszowskiego. W kwietniu 1701 r., po ujawnieniu planów kolejnego powstania antyhabsburskiego, w pałacu przebywał w areszcie domowym Franciszek II Rakoczy. Kilka lat później, podczas powstania, zwanego na Węgrzech „ostatnim powstaniem kuruców”, budynek był rezydencją Franciszka jako jego przywódcy.
W XVIII w. boczne skrzydło przebudowano w stylu barokowym. W XIX w. budowla lub poszczególne jej części często zmieniała właścicieli, a jej pomieszczenia były wykorzystywane do różnych celów (sklepy, warsztaty i magazyny). Niosło to za sobą znaczne zmiany w wyglądzie budynku i dyspozycji jego wnętrz. Dopiero w latach 50. XX w. podjęto kompleksową rekonstrukcję pałacu, która przywróciła mu w większości pierwotny charakter renesansowy.
Aktualnie w pałacu mieści się Muzeum Miasta Preszowa (słow. Krajské múzeum mesta Prešov).

## Literatura
- Prešov. Mapa mesta 1:3 000, wyd. Schubert & Franzke, Bratislava 2014.